# Ford's Theatre
Ford's Theatre is een historisch theater in de Amerikaanse hoofdstad Washington D.C.. In dit theater werd op Goede Vrijdag 14 april 1865 president Abraham Lincoln neergeschoten door John Wilkes Booth tijdens de opvoering van het stuk Our American Cousin.
Er vinden nog steeds geregeld toneelopvoeringen plaats. Het theater en het Petersen House, waarnaar Lincoln na de schietpartij werd overgebracht en waar hij de volgende ochtend overleed, vormen samen Ford's Theatre National Historic Site.

## Geschiedenis
Ford's Theatre werd gebouwd in 1833 als gebedshuis van de baptisten. In 1861 werd de voormalige kerk gekocht door John T. Ford en omgebouwd tot theater. De zaal werd in 1862 door vuur verwoest. In augustus 1863 heropende het 2400 zitplaatsen tellende Ford's Theatre zijn deuren.
Na de moord op Lincoln in 1865 werd het theater aangekocht door de Amerikaanse overheid, die verder gebruik voor amusement verbood. Het theater diende later nog onder meer als warenhuis en als kantoorgebouw.
Sinds 1928 is het gebouw ingericht als museum. In de jaren zestig van de 20e eeuw maakte het Amerikaans Congres de nodige fondsen vrij voor een restauratie van het theater naar de toestand waarin het theater op de avond van de moordaanslag verkeerde. Sinds 1968 is het open voor het publiek. In 2007-2008 volgde een nieuwe restauratie waarna het theater op 12 februari 2009, exact 200 jaar na Lincolns geboorte, opnieuw opengesteld werd. 